# Transsaharska trgovina
Transsaharska trgovina je trgovina med podsaharsko Afriko in Severno Afriko, ki zahteva potovanje čez Saharo. Čeprav se je ta trgovina začela v prazgodovini, je vrhunec trgovine trajal od 8. stoletja do začetka 17. stoletja n. št. Sahara je imela nekoč drugačno podnebje in okolje. V Libiji in Alžiriji so bili vsaj od leta 7000 pr. n. št. prisotni živinoreja (reja ovac in koz), velika naselja in lončarstvo. Govedo je bilo v osrednjo Saharo (Ahaggar) vneseno med 4000 in 3500 pr. n. št. Izjemne skalne poslikave (datirane od 3500 do 2500 pr. n. št.) v sušnih regijah prikazujejo rastlinstvo in živalstvo, ki ga v sodobni puščavi ni.
Kot puščava je Sahara zdaj sovražno prostranstvo, ki ločuje sredozemsko gospodarstvo od gospodarstva porečja reke Niger. Kot poudarja Fernand Braudel, se prečkanje takšnega območja, zlasti brez mehaniziranega prevoza, splača le, če izjemne okoliščine povzročijo, da pričakovani dobiček odtehta stroške in nevarnost. Trgovino so opravljale karavane kamel. Po besedah magrebskega raziskovalca Ibn Batute, ki je nekoč potoval s karavano, je povprečna karavana štela 1000 kamel, nekatere karavane pa so bile velike tudi do 12.000. Karavane so vodili visoko plačani Berberi, ki so poznali puščavo in so lahko zagotovili zaščito pred drugimi puščavskimi nomadi. Preživetje karavan je bilo odvisno od skrbnega usklajevanja: tekače so poslali naprej v oaze, da so karavani dostavili vodo, ko je bila še nekaj dni oddaljena, saj karavane običajno niso mogle prenesti dovolj za celotno potovanje. Sredi 14. stoletja našega štetja je Ibn Batuta prečkal puščavo iz Sijilmase preko rudnikov soli v Taghazi do oaze Oualata. Vodnik je bil poslan naprej, voda pa je bila pripeljana iz Oualate, da bi pričakala karavano, in sicer na štiridnevno potovanje.
Na transsaharskih trgovskih poteh sta se izmenjevali tudi kultura in religija. Številne zahodnoafriške države so sčasoma sprejele arabsko pisavo in religijo Severne Afrike, kar je povzročilo njihovo vključitev v muslimanski svet.

## Zgodnja transsaharska trgovina
Starodavna trgovina je v obdobju Nakada obsegala severovzhodni kot Sahare. Preddinastični Egipčani v obdobju Naqada I. so trgovali z Nubijo na jugu, oazami zahodne puščave na zahodu in kulturami vzhodnega Sredozemlja na vzhodu. Številne trgovske poti so vodile od oaze do oaze, da bi si zagotovili hrano in vodo. Te oaze so bile zelo pomembne. Iz Senegala so uvažali tudi obsidian za oblikovanje rezil in drugih predmetov.
Kopenska pot skozi Vadi Hammamat od Nila do Rdečega morja je bila znana že v preddinastičnih časih; ob poti so našli risbe, ki prikazujejo egipčanske trstične čolne, ki datirajo v leto 4000 pr. n. št. Ob stičišču Nila in Rdečega morja so nastala starodavna mesta iz časa Prve egipčanske dinastije, kar priča o starodavni priljubljenosti poti. Postala je glavna pot iz Teb do rdečemorskega pristanišča Elim, od koder so se potniki nato preselili v Azijo, Arabijo ali Afriški rog. Obstajajo zapisi, ki dokumentirajo poznavanje poti med Senusretom I., Setijem, Ramzesom IV. in kasneje tudi Rimskim cesarstvom, zlasti za rudarstvo.
Trgovska pot Darb al-Arbaʿīn, ki je potekala skozi Khargo na jugu in Asjut na severu, se je že v Starem kraljestvu uporabljala za prevoz in trgovino z zlatom, slonovino, začimbami, pšenico, živalmi in rastlinami. Kasneje so stari Rimljani pot zaščitili tako, da so jo obdali z različnimi utrdbami in majhnimi postojankami, nekatere pa so varovale velika naselja s kmetijsko gradnjo. Herodot jo je opisal kot pot, »prehojeno ... v štiridesetih dneh«, v njegovem času pa je postala pomembna kopenska pot, ki je omogočala trgovino med Nubijo in Egiptom, in je nato postala znana kot Pot štirideset dni. Iz Kobbeija, 40 kilometrov severno od al-Faširja, je pot potekala skozi puščavo do Bir Natruma, še ene oaze in rudnika soli, do Vadi Hovarja, preden je nadaljevala v Egipt. Trgovska pot Darb el-Arbain je bila najvzhodnejša od osrednjih poti.
Najzahodnejša od treh osrednjih poti je bila pot Ghadames, ki je potekala od reke Niger pri Gau severno do Gata in Ghadamesa, preden se je končala v Tripolisu.
Nasledila je najlažja od treh poti: Garamantejska pot, poimenovana po nekdanjih vladarjih dežele, skozi katero je šla, in imenovana tudi Bilmajeva pot. Garamantejska pot je potekala južno od puščave blizu Murzuka, se  obrnila proti severu in prečkala gorovje Ahagar in Tibesti, preden je dosegla oazo pri Kavarju. Iz Kavarja so karavane prečkale velike peščene sipine Bilme, kjer so v velikih količinah kopali kameno sol za trgovino, preden so dosegle savano severno od Čadskega jezera. To je bila najkrajša pot, glavna izmenjava pa so bili sužnji in slonovina z juga za sol. Neki raziskovalec iz začetka 20. stoletja je o poti Tripoli-Murzuk-Čadsko jezero zapisal: »Večina [transsaharske] poti s sredozemske obale v zadnjih 2000 letih je potekala po tej poti.«
Druga libijska pot je bila Bengazi do Kufre do dežel Vadaijskega sultanata med Čadskim jezerom in Darfurjem.
Zahodni poti sta bili pot Valata mimo današnje Oualate v Mavretaniji od reke Senegal in pot Taghaza od reke Niger mimo rudnikov soli Taghaza proti severu do velikega trgovskega središča Sijilmasa, ki leži v Maroku, severno od puščave. Rast mesta Aoudaghost, ustanovljenega v 5. stoletju pr. n. št., je spodbudila njegova lega na južnem koncu transsaharske trgovske poti.
Na vzhodu so tri starodavne poti povezovale jug s Sredozemljem. Pastirji Fezana iz Libije, znani kot Garamanti, so te poti nadzorovali že leta 1500 pr. n. št. Iz svoje prestolnice Germe v Vadi Ajal je Garamantsko cesarstvo napadlo severno proti morju in južno v Sahel. Do 4. stoletja pr. n. št. so neodvisne mestne države Fenicija razširile svoj nadzor na ozemlje in poti, ki so jih nekoč imeli Garamanti. Shillington navaja, da so obstoječi stiki s Sredozemljem dobili dodatno spodbudo z rastjo pristaniškega mesta Kartagina. Kartagina, ustanovljena okoli leta 800 pr. n. št., je postala ena od terminalov za zahodnoafriško zlato, slonovino in sužnje. Zahodna Afrika je prejemala sol, tkanine, kroglice in kovinsko blago. Shillington nato to trgovsko pot opredeli kot vir zahodnoafriškega taljenja železa. Trgovina se je nadaljevala v Rimskih časih. Čeprav obstajajo klasične reference o neposrednem potovanju iz Sredozemlja v Zahodno Afriko (Daniels, str. 22f), je večina te trgovine potekala prek posrednikov, ki so naseljevali območje in so poznali prehode skozi sušna območja. III. legija Augusta je nato do 1. stoletja n. št. zavarovala te poti v imenu Rima in dve stoletji in pol varovala južno mejo cesarstva.
Garamanti so se ukvarjali tudi s transsaharsko trgovino s sužnji. Garamanti so v svojih skupnostih uporabljali sužnje za gradnjo in vzdrževanje podzemnih namakalnih sistemov, znanih kot foggara. Zgodnji zapisi o transsaharski trgovini s sužnji izvirajo iz starogrškega zgodovinarja Herodota iz 5. stoletja pred našim štetjem, ki omenja, da so Garamanti zasužnjevali Egipčane, ki so živeli v jamah v Sudanu. Zabeležena sta dva zapisa o Rimljanih, ki so spremljali Garamante na suženjskih odpravah - prvi iz leta 86 n. št. in drugi nekaj let pozneje do Čadskega jezera. Začetni viri sužnjev so bili Toubouji, vendar so Garamanti do 1. stoletja n. št. dobivali sužnje iz sodobnega Nigra in Čada.
V zgodnjem Rimskem cesarstvu je mesto Leptis Magna ustanovilo trg sužnjev za nakup in prodajo sužnjev iz notranjosti Afrike. Cesarstvo je uvedlo carino na trgovino s sužnji. V 5. stoletju n. št. je rimska Kartagina trgovala s črnimi sužnji, ki so jih pripeljali čez Saharo. Zdi se, da so bili črni sužnji v Sredozemlju cenjeni kot gospodinjski sužnji zaradi svojega eksotičnega videza. Nekateri zgodovinarji trdijo, da je bil obseg trgovine s sužnji v tem obdobju morda večji kot v srednjem veku zaradi velikega povpraševanja po sužnjih v Rimskem cesarstvu.

## Predstavitev kamele
Herodot je pisal o Garamantih, ki so lovili etiopske troglodite z vozov; to poročilo je bilo povezano z upodobitvami konj, ki vlečejo vozove, v sodobni jamski umetnosti v južnem Maroku in Fezanu, kar je dalo povod za teorijo, da so Garamanti ali kakšno drugo saharsko ljudstvo ustvarili poti za vozove, da bi Rimu in Kartagini zagotovili zlato in slonovino. Vendar pa se trdi, da iz tega zgodnjega obdobja v regiji niso našli nobenih konjskih okostij, vozovi pa zaradi svoje majhne zmogljivosti verjetno niso bili prevozno sredstvo za trgovske namene.
Najzgodnejši dokazi o udomačenih kamelah v regiji segajo v 3. stoletje. Uporabljali so jih Berberi in so omogočali rednejše stike po celotni širini Sahare, vendar se redne trgovske poti niso razvile vse do začetka islamske spreobrnitve Zahodne Afrike v 7. in 8. stoletju. Razvili sta se dve glavni trgovski poti. Prva je potekala skozi zahodno puščavo od sodobnega Maroka do ovinka Nigra, druga pa od sodobne Tunizije do območja Čadskega jezera. Ti odseki so bili relativno kratki in so imeli bistveno mrežo občasnih oaz, ki so določale pot tako neizprosno kot bucike na zemljevidu. Vzhodno od Fezana s trgovsko potjo skozi dolino Kaouar do Čadskega jezera je bila Libija neprehodna zaradi pomanjkanja oaz in hudih peščenih neviht.

## Širjenje islama
Vzpostavilo se je več trgovskih poti, morda najpomembnejša se je končala v Sijilmasi (Maroko) in Ifrikiji na severu. Tam in v drugih severnoafriških mestih so berberski trgovci povečali stik z islamom, kar je spodbujalo spreobrnjenja, in do 8. stoletja so muslimani potovali v Gano. Mnogi v Gani so spreobrnili v islam in verjetno je bila trgovina cesarstva zaradi tega privilegirana. Okoli leta 1050 je Gana izgubila Aoudaghost v korist Almoravidov, vendar so novi rudniki zlata okoli Bureja zmanjšali trgovino skozi mesto, namesto tega pa so koristili Malinkejem na jugu, ki so kasneje ustanovili Malijski imperij.
Za razliko od Gane je bil Mali muslimansko kraljestvo od svoje ustanovitve in pod njim se je nadaljevala trgovina z zlatom in soljo. Drugo, manj pomembno trgovsko blago so bili sužnji, oreščki kola z juga ter suženjske kroglice in školjke kaurijev s severa (za uporabo kot valuta). Pod Malijem so cvetela velika mesta v ovinku Nigra, vključno z Gao in Djenné, pri čemer je Timbuktu postal še posebej znan po vsej Evropi zaradi svojega velikega bogastva. Pomembna trgovska središča v jugozahodni Afriki so se razvila na prehodnem območju med gozdom in savano; primera sta Begho in Bono Manso (v današnji Gani) ter Bondoukou (v današnji Slonokoščeni obali). Zahodne trgovske poti so bile še naprej pomembne, pri čemer so bila Ouadane, Oualata in Chinguetti glavna trgovska središča na območju današnje Mavretanije, medtem ko so tuareška mesta Assodé in kasneje Agadez rasla okoli bolj vzhodne poti na območju današnjega Nigra.
Vzhodna transsaharska pot je vodila do razvoja dolgo živega imperija Kanem-Bornu, pa tudi imperijev Gane, Malija in Songhai, s središčem na območju Čadskega jezera. Ta trgovska pot je bila nekoliko manj učinkovita in je postala zelo pomembna šele, ko so bili na zahodu nemiri, na primer med osvajanji Almohadov.
Transsaharska trgovina s sužnji, ki se je vzpostavila v antiki, se je nadaljevala tudi v srednjem veku. Sužnje, pripeljane iz Sahare, so bogate družine uporabljale predvsem kot domače služabnike in konkubine. Nekateri so služili v vojaških silah Egipta in Maroka. Na primer, sultan Mulaj Ismail iz 17. stoletja je bil sam sin sužnja in se je za podporo zanašal na vojsko črnih sužnjev. Zahodnoafriške države so uvažale visoko usposobljene sužnje vojake. Ocenjujejo, da je bilo od 10. do 19. stoletja vsako leto na sever prepeljanih približno 6000 do 7000 sužnjev. Po transsaharski karavanski poti je bilo morda kar devet milijonov sužnjev.

### Trgovina v saharskem trikotniku
Vzpon Ganskega imperija, ki je danes območje Malija, Senegala in južne Mavretanije, je spremljal porast transsaharske trgovine. Severnim gospodarstvom je primanjkovalo zlata, a so včasih nadzorovala rudnike soli, kot je Taghaza v Sahari, medtem ko so imele zahodnoafriške države, kot je Vangara, veliko zlata, a so potrebovale sol. Taghaza, trgovsko in rudarsko središče, kjer je Ibn Batuta zapisal, da so bile stavbe zgrajene iz soli, je pod hegemonijo Almoravidov dosegla prevlado v trgovini s soljo. Sol so kopali sužnji in jo kupovali z izdelki iz Sijilmase. Rudarji so rezali tanke pravokotne plošče soli neposredno iz puščavskih tal, karavanski trgovci pa so jih prevažali proti jugu in zaračunavali prevoznino v višini skoraj 80 % vrednosti soli. Sol se je na tržnici v Timbuktuju trgovala skoraj enakovredno z zlatom. Zlato v obliki opek, palic, praznih kovancev in zlatega prahu je šlo v Sijilmaso, od koder je odhajalo v sredozemska pristanišča in kjer so ga kovali v almoravidske dinarje.

### Širjenje islama
Širjenje islama v podsaharsko Afriko je bilo povezano s transsaharsko trgovino. Islam se je širil po trgovskih poteh, spreobrnitev Afričanov v islam pa je povečala trgovino, kar je povečalo število trgovcev.
Zgodovinarji navajajo veliko razlogov za širjenje islama, ki je olajšalo trgovino. Islam je vzpostavil skupne vrednote in pravila, po katerih je potekala trgovina. Ustvaril je mrežo vernikov, ki si zaupajo in zato trgujejo med seboj, tudi če se osebno ne poznajo. Takšne trgovske mreže so obstajale že pred islamom, vendar v veliko manjšem obsegu. Širjenje islama je povečalo število vozlišč v omrežju in zmanjšalo njegovo ranljivost. Uporaba arabščine kot skupnega jezika trgovine in povečanje pismenosti prek koranskih šol sta prav tako olajšala trgovino.
Muslimanski trgovci, ki so trgovali, so postopoma širili islam po svoji trgovski mreži. Družbene interakcije z muslimanskimi trgovci so mnoge Afričane pripeljale do spreobrnitve v islam, mnogi trgovci pa so se poročili z lokalnimi ženskami in vzgajali svoje otroke kot muslimane.
Islam se je do konca 10. stoletja razširil v zahodni Sudan, do 11. stoletja v Čad in v 12. in 13. stoletju v dežele Hausov. Do leta 1200 so se številne vladajoče elite v zahodni Afriki spreobrnile v islam, med letoma 1200 in 1500 pa je prišlo do znatnega spreobrnjenja v islam v Afriki.

## Upad transsaharske trgovine in propad zahodnoafriških imperijev in kraljestev
Portugalski pohodi vzdolž zahodnoafriške obale so odprli nove poti za trgovino med Evropo in Zahodno Afriko. Do začetka 16. stoletja so evropske trgovske baze, tovarne, ustanovljene na obali od leta 1445, prevzele trgovino. Severna Afrika je izgubila tako politični kot gospodarski pomen, medtem ko je prehod Sahare ostal dolg in nevaren. Vendar pa je bil največji udarec transsaharski trgovini bitka pri Tondibiju leta 1591–92. V veliki vojaški ekspediciji, ki jo je organiziral saadski sultan Ahmed al-Mansur, je Maroko poslal čete čez Saharo in napadel Timbuktu, Gao in nekatera druga pomembna trgovska središča, pri čemer je uničil stavbe in premoženje ter izgnal pomembne državljane. Ta motnja v trgovini je povzročila dramatičen upad pomena teh mest, posledično sovraštvo pa je znatno zmanjšalo trgovino.
Čeprav se je transsaharska trgovina močno zmanjšala, se je nadaljevala. Toda trgovske poti do zahodnoafriške obale so postale vse lažje dostopne, zlasti po francoski invaziji na Sahel v 1890-ih in poznejši izgradnji železnic v notranjost. Železniška proga od Dakarja do Alžira prek ovinka Nigra je bila načrtovana, vendar nikoli zgrajena. Z osamosvojitvijo držav v regiji v 1960-ih so bile poti sever-jug prekinjene z državnimi mejami. Nacionalne vlade so bile sovražne do tuareškega nacionalizma in so si zato le malo prizadevale za ohranitev ali podporo transsaharske trgovine, upor Tuaregov v 1990-ih in alžirska državljanska vojna pa sta te poti še dodatno prekinila in mnoge zaprla.
Tradicionalne karavanske poti so večinoma brez kamel, vendar se krajše azalajske poti iz Agadeza v Bilmo in Timbuktuja v Taoudenni še vedno redno – čeprav redko – uporabljajo. Nekateri člani Tuaregov še vedno uporabljajo tradicionalne trgovske poti, pogosto prepotujejo 2400 km in šest mesecev na leto s kamelami čez Saharo, kjer trgujejo s soljo, ki jo iz notranjosti puščave prevažajo v skupnosti na obrobju puščave.

## Prihodnost transsaharske trgovine
Afriška unija in Afriška razvojna banka podpirata transsaharsko cesto od Alžira do Lagosa prek Tamanrasseta, da bi spodbudili gospodarski razvoj, slednja pa je opazila povečanje prometa na meji s Čadom zaradi izvoza v Alžirijo, ki prečka Niger. Cesta je asfaltirana, razen 200 km dolgega odseka v severnem Nigru, vendar mejne omejitve še vedno ovirajo promet. Le nekaj tovornjakov prevaža transsaharsko trgovino, zlasti gorivo in sol. Predlagane so še tri ceste čez Saharo. Gradnja cest je zaradi peščenih neviht težavna.